# Фріц Крейслер
Фріц Крейслер (точніше: Крайслер; нім. Fritz Kreisler; 2 лютого 1875, Відень — 29 січня 1962, Нью-Йорк) — австрійський композитор і скрипаль.

## Біографія
Крейслер народився 1875 року у Відні. Його батько був лікарем, євреєм за національністю, а мати — німкеня. Фріц був хрещений у дванадцять років. Здобував освіту у Віденській консерваторії, де його викладачами були Антон Брукнер і Йозеф Гельмесберґер (вступив туди в сім років, хоча для вступу необхідно було мати не менше чотирнадцяти: для Крейслера зробили виняток), і в Паризькій консерваторії, де навчався в Лео Деліба й Ламбера Массара. У 1887 році Крейслер отримав першу премію на випускному іспиті, після чого вирішив почати самостійну творчу кар'єру.
Дебют музиканта у США відбувся 10 листопада 1888 року. У 1888—1889 Крейслер здійснив концертний тур Сполученими Штатами разом із піаністом Моріцом Розенталем. Публіка визнала його талант, але були думки, що молодому музиканту не вистачає освіти. Після повернення до Австрії у вересні 1889-го вступив до католицької гімназії братів піоритів. Після її закінчення два роки вчився на медичному відділенні університету; служив в армії в 1895—1896 роках. Невдовзі Крейслер остаточно вирішив професійно зайнятися музикою. У 1896 році він намагався вступити до оркестру Віденської придворної опери, але не пройшов конкурс, тому розпочав сольну кар'єру.
У 1899 році Фріц Крейслер вперше виступив з Берлінським філармонічним оркестром під керівництвом Артура Нікіша. Наступні кілька років він гастролював у США, де отримав визнання; 12 травня 1902 року вперше виступив у Лондоні. У 1904 році отримав золоту медаль 
Лондонського філармонічного товариства. Того ж року англійський композитор Едвард Елґар присвятив Крейслеру свій Скрипковий концерт, який той уперше виконав у 1910 році.
Перший виступ скрипаля у Києві відбувся 5 грудня 1911 року. Це сталося в другому симфонічному концерті Київського відділу ІРМО. Газета "Рада" підкреслила, що в концерті Бетховена соліст "показав себе одним з найвидатніших сучасних віртуозів на скрипці - може, й найвидатнішим. Величезний тон, виключна техніка, колосальний темперамент, високий арти(сти)зм в інтерпретації, тонкий смак - ось характерні риси Крейслера. Особливо гарно в Крейслері те, що технічні фокуси не служать йому метою, а тілько засобом для кращого виявлення своїх художніх замірів. Він - класик у кращім і вищім розумінні цього слова.
Крейслер мав величезний, нечуваний успіх. Напевне, артист виступить в Києві ще з самостійним концертом, що дасть змогу ширшим колам громадянства почути його прекрасну гру", - зазначала київська газета "Рада" 8 (21) грудня 1911.
Ще два концерти скрипаля у Києві відбулися 18 і 25 квітня 1913 року в залі купецького зібрання. Програма концерту складалася виключно з творів старих класичних майстрів - Баха, Генделя, Мартіні, Пуньяні, Куперена, Тартіні, Глюка, Вебера, Моцарта та ін. Та ж газета високо оцінила виступ Ф. Крейслера: "Всі елементи його натхненної гри - першорядної вартості. Величезний співучий тон, надзвичайна викінченість техніки і могутній темперамент дорівнюють в його виконанні тонкому естетичному смакові  й глибині всіх його художніх замислів", - писав рецензент "Ради" 20 квітня (3 травня) 1913.
1914 року, коли почалася Перша світова війна, Крейслер кілька місяців служив в австрійській армії, але отримав поранення і не міг продовжувати військову службу, тому уже в жовтні був демобілізований. Після цього скрипаль повернувся до США, де жив до війни. У 1924 році він переїхав до Європи: спочатку до Німеччини, а з 1938 року жив у Франції, отримав там французьке громадянство.
У 1939 році у зв'язку із початком Другої світової війни переїхав до Сполучених Штатів, 1943 року отримав американське громадянство. У 1941 році він потрапив в автокатастрофу, але швидко одужав і повернувся до активної діяльності, продовжував давати концерти до 1950 року. Крейслер колекціонував рідкісні книжки і старовинні скрипки, але продав колекцію скрипок, залишивши собі один екземпляр авторства Жана-Батіста Війома. Перед смертю скрипаль потрапив у ще одну автокатастрофу, в результаті якої осліп та оглух. Помер 1962 року, похований в Нью-Йорку.

## Творчість
Фріц Крейслер є автором 4 оперет, численних композицій для скрипки і фортепіано, як оригінальних, так і транскрипцій інших авторів і власних каденцій до скрипкових концертів західноєвропейських авторів, а також низки вокальних творів, творів для віолончелі і фортепіано та струнного квартету.